# Silvio Pallua
Silvio Pallua (1940.), hrvatski fizičar. Bavio se teorijskom fizikom elementarnih čestica. Professor emeritus Sveučilišta u Zagrebu.

## Životopis
Rođen 1940. godine. Studirao je fiziku na zagrebačkom PMF-u i diplomirao 1965. godine. Doktorirao je 1970. godine na zagrebačkom PMF-u dizertacijskom tezom Zasićenja i disperziona teorija algebra struja viših simetrija i modela algebre polja. Usavršavao se u Međunarodnom centru za teorijsku fiziku u Trstu 1971. godine. Stipendist Humboldtove zaklade 1973. na sveučilištu u Hamburgu na Institut für Theoretische Physik kod Bruna Rennera. Kao članovi teorijske grupe došao na CERN S. Pallua kao čestičar i kozmolog. Pisao je radove o kvantnoj teoriji polja, UV i IR analizama masenog spektra u sinus-Gordonovom modelu i dr. Uređivao je zbornike predavanja sa skupova iz čestične fizike. Radove je objavio u Fizici B, Journal of High Energy Physics, Physical Review B, Physical Review D - Particles, Fields, Gravitation, and Cosmology, Fortschritte der Physik-Progress of Physics, Particle Physics and the Universe, Physics Letters B, International journal of modern physics A, Classical and Quantum Gravity, Journal of Physics A : Mathematical and General, Nuclear Physics B i dr. Objavljivao samostalno ili s Predragom (Dominisom) Presterom, Amonom Ilakovcem, Marom Cvitanom, Holgerom Bechom Nielsenom, Ivicom Smolićem, Lorianom Bonorom i dr. Na Google Scholaru zabilježeno mu je 1359 citata, h-indeks 15 i i10-indeks 24. Na sveučilišnom poslijediplomskom doktorskom studiju držao auditorne vježbe Gravitacija i kozmologija. Radio na PMF-u u Zagrebu, na Fizičkom odjelu, na Zavodu za teorijsku fiziku čestica i polja.

## Vanjske poveznice
- PMF Zagreb
- Researchgate